# Bellator 6
Bellator 6 foi um evento de MMA (artes marciais mistas) organizado pelo Bellator Fighting Championships, realizado no Central Pavilion Arena, em Robstown, Texas nos Estados Unidos no dia 8 de maio de 2009. Foi transmitido nacionalmente nos EUA através de VT (video-tape) na noite seguinte, sábado 9 de maio, através de um acordo de exclusividade com a ESPN Deportes.
O evento contou com as semifinais do torneio dos penas. Todas as lutas foram disputadas sob as regras unificadas de MMA.

## Chave do Torneio
|  | Quartas-de-finais | Quartas-de-finais | Quartas-de-finais |               |                | Semi-finais | Semi-finais | Semi-finais |  |  | Final | Final | Final |  |
|  |                   |                   |                   |               |                |             |             |             |  |  |       |       |       |  |
|  | Canadá            | Ben Greer         | TKO               |               |                |             |             |             |  |  |       |       |       |  |
|  | Canadá            | Ben Greer         | TKO               |               |                |             |             |             |  |  |       |       |       |  |
|  | Estados Unidos    | Joe Soto          | 1                 |               |                |             |             |             |  |  |       |       |       |  |
|  | Estados Unidos    | Joe Soto          | 1                 |               | Estados Unidos | Joe Soto    | DEC         |             |  |  |       |       |       |  |
|  |                   |                   |                   |               | Estados Unidos | Joe Soto    | DEC         |             |  |  |       |       |       |  |
|  |                   |                   | Brasil            | Wilson Reis   | 3              |             |             |             |  |  |       |       |       |  |
|  | Brasil            | Wilson Reis       | Brasil            | Wilson Reis   | 3              | DEC         |             |             |  |  |       |       |       |  |
|  | Brasil            | Wilson Reis       |                   |               |                |             |             |             |  |  |       |       |       |  |
|  | Estados Unidos    | Henry Martinez    | 3                 |               |                |             |             |             |  |  |       |       |       |  |
|  | Estados Unidos    | Henry Martinez    | 3                 |               | Estados Unidos | Joe Soto    |             |             |  |  |       |       |       |  |
|  |                   |                   |                   |               |                |             |             |             |  |  |       |       |       |  |
|  |                   |                   | México            | Yahir Reyes   |                |             |             |             |  |  |       |       |       |  |
|  | México            | Nick Gonzalez     | México            | Yahir Reyes   | FIN            |             |             |             |  |  |       |       |       |  |
|  | México            | Nick Gonzalez     |                   |               |                |             |             |             |  |  |       |       |       |  |
|  | México            | Yahir Reyes       | 1                 |               |                |             |             |             |  |  |       |       |       |  |
|  | México            | Yahir Reyes       | 1                 |               | México         | Yahir Reyes | KO          |             |  |  |       |       |       |  |
|  |                   |                   |                   |               | México         | Yahir Reyes | KO          |             |  |  |       |       |       |  |
|  |                   |                   | Estados Unidos    | Estevan Payan | 2              |             |             |             |  |  |       |       |       |  |
|  | Estados Unidos    | Estevan Payan     | Estados Unidos    | Estevan Payan | 2              | DEC         |             |             |  |  |       |       |       |  |
|  | Estados Unidos    | Estevan Payan     |                   |               |                |             |             |             |  |  |       |       |       |  |
|  | Peru              | Luis Palomino     | 3                 |               |                |             |             |             |  |  |       |       |       |  |